# Windpark Bruck an der Leitha
Der Windpark Bruck an der Leitha ist ein Windpark in Bruck an der Leitha im östlichen Niederösterreich.
Der im Jahr 2000 mit Bürgerbeteiligung errichtete Park besteht aus fünf Anlagen des Typs Enercon E66/18.70 mit 65 m Nabenhöhe und 70 m Rotordurchmesser. Die installierte Gesamtleistung beträgt 9 Megawatt.
Betrieben wird der Windpark seit 2009 von der VERBUND Renewable Power GmbH, einem Tochterunternehmen der Verbund AG.

## Technik
Zum Einsatz kommen insgesamt 5 Windkraftanlagen vom Typ Enercon E66/18.70, welche eine Nennleistung von 1,8 MW aufweisen.

## Aussichtswindrad

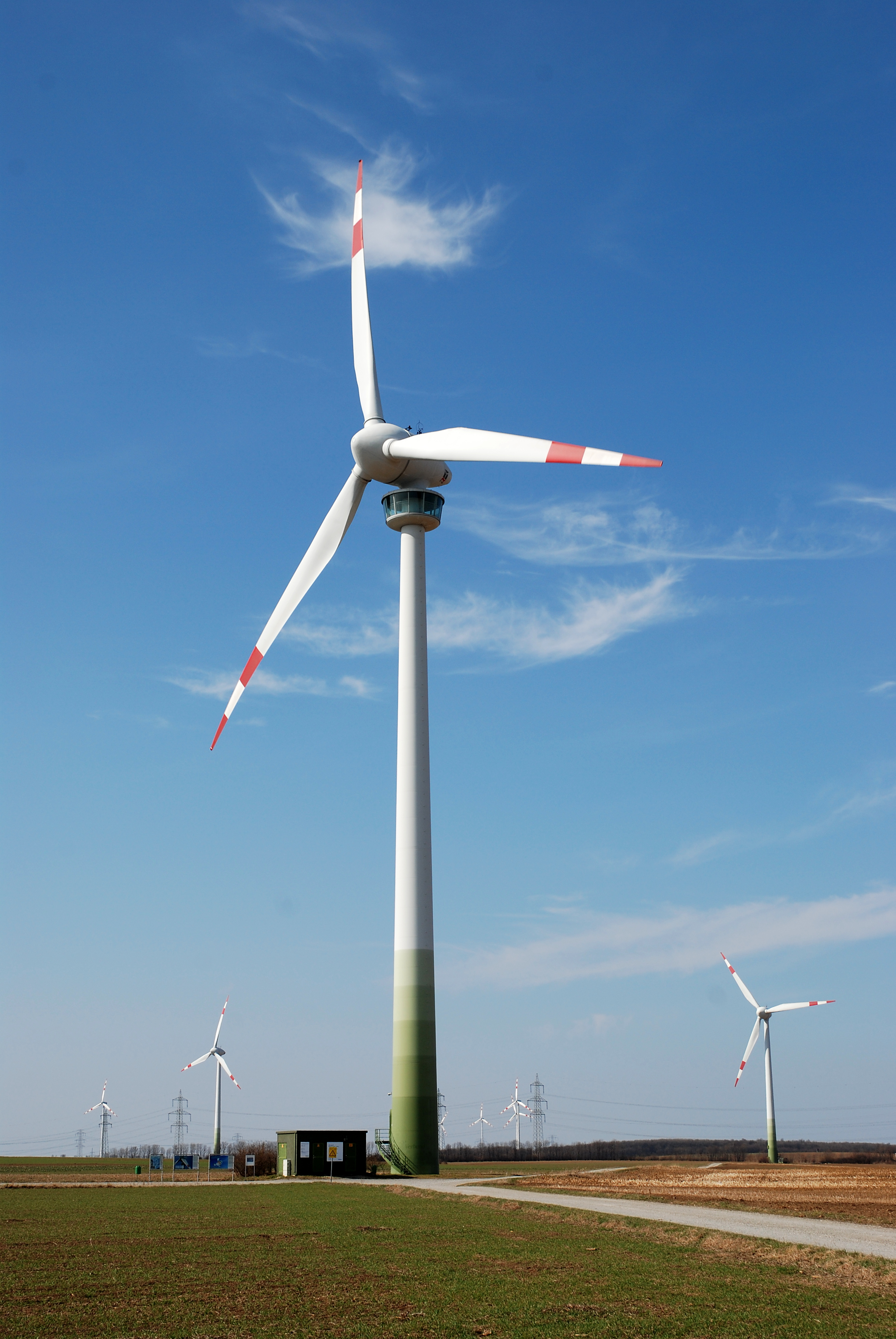
Windkraftanlage in Bruck/Leitha mit Aussichtsplattform

Eine Besonderheit des Windparks ist eine Windkraftanlage mit integrierter Aussichtskanzel. Die östlichste der fünf Windkraftanlagen (bei 48° 1′ 57,9″ N, 16° 43′ 57,2″ O) ist in 60 m Höhe mit einer Aussichtskanzel ausgestattet, die über eine Wendeltreppe bestiegen werden kann. Diese Aussichts-Windkraftanlage ist eine von nur zwei derartigen in Österreich (neben der Windkraftanlage Lichtenegg) und eine von weniger als einem Dutzend weltweit.